# Luana do Bem
Luana do Bem (1990) é uma apresentadora de televisão, comentadora e humorista portuguesa.

## Carreira
Luana do Bem, nome de família, é formada em Marketing, tendo trabalhado inicialmente na área da publicidade. Apoiante dos direitos LGBTQIA+, tem vindo a lançar alertas para o crescimento de preconceitos contra a comunidade. Enveredou pela comédia após ter sido despedida por mútuo acordo de uma agência de publicidade. É portista, trabalhou como guia no Estádio da Luz e estreou-se no stand-up em 2018.
Participou em projetos como o Levanta-te e Ri e Curto Circuito e criou webséries como "Fases da Lua" e a "A Arte de Tentar", na SIC Radical.
Em janeiro de 2024, Luana do Bem lançou o seu espetáculo de comédia stand-up Talvez Resulte no YouTube. O set de 24 minutos foi gravado no Coliseu dos Recreios, em Lisboa, em 2022, quando acompanhou o comediante Diogo Batáguas na tour Processo.
Em outubro de 2024, estreia o seu primeiro solo de stand-up, intitulado Crente, com o objetivo de abordar o lado pessoal da humorista, analisando questões familiares e as suas vivências.
Faz parte do painel de comentadores do programa Irritações, da SIC Radical, com José de Pina, Luís Pedro Nunes e Carla Quevedo, moderado por Pedro Boucherie Mendes. É responsável pela rubrica Melhor Que Nada, na Antena 3, desde 2022, e protagonista do programa O Futebol és Tu da Liga Portugal.